# Raffaele Mancini
Raffaele Mancini (Fano, 28 ottobre 1913 – Fano, 14 giugno 1964) è stato un calciatore italiano, di ruolo centrocampista. A lui è intitolato l'omonimo stadio di Fano.

## Caratteristiche tecniche
Giocava come centromediano.

## Carriera
Giocò con Bari e Livorno in Serie A, oltre che con Fano e Perugia.

## Palmarès

### Club

#### Competizioni nazionali
- Serie B: 1

Bari: 1941-1942

#### Competizioni regionali
- Seconda Divisione: 1

Fano: 1931-1932